# Eutelsat W75/ABS-1B
Eutelsat W75/ABS-1B (frühere Bezeichnungen Eutelsat W76, Eurobird 4, Eurobird 10, Hot Bird 3) war ein  Fernsehsatellit der European Telecommunications Satellite Organization Eutelsat mit Sitz in Paris.

## Geschichte
Er wurde 1997 vom Weltraumbahnhof Kourou als Hot Bird 3 gestartet. Bis zum Oktober 2006 betrieb Eutelsat den Satelliten unter diesem Namen auf 13° Ost. Nach der Inbetriebnahme des leistungsfähigeren Hot Bird 8 auf dieser Position, wurde er im Oktober 2006 auf 10° Ost verschoben, um ihn zu Eutelsat W1 zu kopositionieren, und in Eurobird 10 umbenannt.  Dabei kam es am 4. Oktober 2006 zu einem Leistungseinbruch, der zu einem Ausfall eines Sonnenpanels führte.
Im März 2007 wurde der Satellit nach 4° Ost verschoben und erhielt die Bezeichnung Eurobird 4. Die nächste Verschiebung erfolgte im September 2009 zur Position 76° Ost, der Satellitenname wurde in Eutelsat W76 geändert, dann folgte im November 2009 eine kleine Verschiebung auf 75° Ost – im Zuge der Kooperation mit Asia Broadcast Satellite (ABS) wurde er in Eutelsat W75/ABS-1B umbenannt, wo er bis Juni 2011 arbeitete.
Die Außerdienststellung erfolgte im Juli 2011, und der Satellit wurde in einen Friedhofsorbit geschickt.

## Funktionen
Der Satellit konnte in Europa, dem Nahen Osten sowie Teilen Afrikas, Asiens und Russlands empfangen werden. Die Übertragung erfolgte im Ku-Band. Nach seiner Verschiebung auf 76° Ost erfüllte Eutelsat W76 eine neue Aufgabe für professionelle Dienste mit Trackingsystemen.